# Torneträsk-Soppero fjällurskog
Torneträsk-Soppero fjällurskog este o arie protejată (arie specială de conservare — SAC, sit de importanță comunitară — SCI) din Suedia întinsă pe o suprafață de 336.897,8 ha, integral pe uscat.

## Localizare
Centrul sitului Torneträsk-Soppero fjällurskog este situat la coordonatele 68°08′23″N 21°02′59″E / 68.1398°N 21.0498°E.

## Înființare
Situl Torneträsk-Soppero fjällurskog a fost declarat sit de importanță comunitară în decembrie 1995 pentru a proteja 5 specii de plante și 4 specii de animale. Situl a fost protejat și ca arie specială de conservare în decembrie 2009.

## Biodiversitate
Situată în ecoregiunile alpină și boreală, aria protejată conține 24 de habitate naturale: Turbării Aapa, Cursuri de apă de la nivel de câmpie la nivel montan, cu vegetație Ranunculion fluitantis și Callitricho-Batrachion, Vegetație psamofilă uscată cu Calluna și Empetrum nigrum, Mlaștini alcaline, Lacuri și iazuri distrofice naturale, Păduri de conifere pe eskere fluvioglaciare sau legate la acestea, Păduri caducifoliate de mlaștină fino-scandinave, Pajiști boreale și alpine pe substrat silicios, Ape stătătoare oligotrofe până la mezotrofe, cu vegetație de Littorelletea uniflorae și/sau de Isoëto-Nanojuncetea, Fânețe montane, Tufărișuri subarctice cu Salix spp., Liziere de ierburi înalte hidrofile de câmpie și de nivel montan până la alpin, Pajiști alpine și boreale, Mlaștini turboase de tranziție și turbării mișcătoare, Taiga vestică, Păduri nordice subalpine/subarctice cu Betula pubescens ssp. czerepanovii, Mlaștini împădurite, Râuri de munte și vegetația erbacee de pe malurile acestora, Izvoare fino-scandinave și mlaștini produse de izvoare bogate în minerale, Pajiști aluvionare boreale nordice, Turbării Palsa, Pante stâncoase silicioase cu vegetație casmofită, Pante stâncoase calcaroase cu vegetație casmofită, Grohotișuri silicioase de la nivelul montan până la nivelul zăpezii (Androsacetalia alpinae și Galeopsietalia ladani).
La baza desemnării sitului se află mai multe specii protejate:
- plante (5): Hamatocaulis vernicosus, Meesia longiseta, Ranunculus lapponicus, ochii-șoricelului (Saxifraga hirculus), Trisetum subalpestre
- mamifere (3): gluton (Gulo gulo), vidră de râu (Lutra lutra), râs eurasiatic (Lynx lynx)
- pești (1): somonul (Salmo salar)